# John Dollond
John Dollond (n. 10/21 iunie 1706, Greater London, Anglia, Regatul Unit – d. 29 noiembrie 1761, Londra, Regatul Marii Britanii) a fost un optician englez, cunoscut pentru inventarea, în 1758, și comercializarea lentilei acromatice.
Până în 1752 a exercitat meseria de țesător ca apoi să aibă preocupări în domeniile matematicii și astronomiei.
În acel an, împreună cu fiul său Peter, a înființat un Institut Optic.
De la el a rămas o lucrare intitulată Account of Discovery Made by John Dollond which Led to the Improvement of the Refracting Telscopes, care a fost adnotată și publicată de fiul său în 1779.